# Эрнандес Сьерра, Хуан
Хуан Эрнандес Сьерра (исп. Juan Hernández Sierra, 16 марта 1969, Гуане) — кубинский боксёр первой средней весовой категории, выступал за сборную Кубы в 1990-е годы. Дважды серебряный призёр летних Олимпийских игр, четырёхкратный чемпион мира, дважды победитель Панамериканских игр, дважды чемпион Игр Центральной Америки и Карибского бассейна, многократный победитель и призёр национального первенства.

## Биография
Хуан Эрнандес родился 16 марта 1969 года в городе Гуане, провинция Пинар-дель-Рио. В детстве мечтал стать известным футболистом, но не обладал необходимыми физическими данными для этого вида спорта, поэтому впоследствии сделал выбор в пользу бокса. Впервые заявил о себе в 1987 году, когда на чемпионате мира среди юниоров одолел в финале будущего абсолютного чемпиона Константина Цзю. Эта победа помогла ему пробиться в основную сборную, юного спортсмена стали брать на крупнейшие международные турниры. В 1990 году одержал победу на Играх Центральной Америки и Карибского бассейна в Мехико, тогда как в следующем сезоне был первым на мировом первенстве в Сиднее и на домашних Панамериканских играх. Благодаря череде удачных выступлений удостоился права защищать честь страны на летних Олимпийских играх 1992 года в Барселоне, с лёгкостью дошёл до финала, но в решающем матче с разницей в три очка проиграл ирландцу Майклу Кэррату.
В 1993 году Эрнандес завоевал уже второе в своей карьере золото чемпионата мира и получил вторую золотую награду Игр Центральной Америки и Карибского бассейна. На мировом первенстве 1995 года в Берлине оформил третье чемпионство. Оставаясь лидером сборной в своей весовой категории, в 1996 году съездил на Олимпиаду в Атланту, вновь прошёл в финальную стадию, но на сей раз потерпел поражение от россиянина Олега Саитова. В полуфинале чемпионата мира 1997 года в Будапеште Эрнандес опять встретился с Саитовым и снова проиграл ему — судьи зафиксировали счёт 5:4 в пользу представителя России. Тем не менее, в 1999 году кубинец вернул себе все регалии, победив на мировом первенстве в Хьюстоне и став первым в зачёте Панамериканских игр в Виннипеге.
За свою карьеру Хуан Эрнандес побеждал на всех возможных турнирах, в период 1990—1997 он восемь раз подряд завоёвывал титул чемпиона Кубы, но до сих пор в его медальной коллекции не было золотой награды олимпийского достоинства. Большие надежды возлагались на летние Олимпийские игры в Сиднее, однако в четвертьфинале Эрнандес вчистую проиграл казаху Ермахану Ибраимову, который в итоге и стал обладателем олимпийского золота. Сразу после этих соревнований спортсмен принял решение покинуть ринг, уступив место молодым кубинским боксёрам.